# Бірсуат (Біржан-сала район)
Бірсуа́т (каз. Бірсуат) — село у складі району Біржан-сала Акмолинської області Казахстану. Адміністративний центр Бірсуатського сільського округу.
Населення — 364 особи (2021; 480 у 2009, 810 у 1999, 1428 у 1989).
Національний склад станом на 1989 рік:
- казахи — 54 %;
- німці — 25 %.

У радянські часи село називалось також Восточний.